# Venice Bitch
«Venice Bitch» es una canción de la cantante y compositora estadounidense Lana Del Rey. Polydor e Interscope Records la lanzaron el 18 de septiembre de 2018 como el segundo sencillo «fan» de su sexto álbum de estudio, Norman Fucking Rockwell (2019). Del Rey y Jack Antonoff la produjeron y escribieron.

## Lanzamiento
El 12 de septiembre de 2018, The Fader anunció que «Venice Bitch» se lanzaría el 18 de septiembre como el segundo sencillo del próximo álbum de estudio de Del Rey, después del primer sencillo, «Mariners Apartment Complex», lanzado una semana antes. El 17 de septiembre, Del Rey compartió una vista previa de la canción acompañada de un visual de inspiración vintage en Instagram, y anunció que la canción se estrenaría en el programa Beats 1 de Zane Lowe.

## Composición
«Venice Bitch» es una canción psicodélica de pop y folk rock que dura nueve minutos y treinta y seis segundos, por lo que es la canción más larga de Del Rey hasta la fecha. Rolling Stone dijo que la canción «comienza como una tierna balada, con Del Rey desenrollando su mezcla única de amor joven y estadounidense contemporánea sobre una guitarra acústica y cuerdas sutiles: «Ice cream, ice queen/ I dream in jeans and leather/ Livestream, I'm sweet for you/ Oh god miss you on my lips/ It's me your little Venice bitch». A mitad de camino, sin embargo, «Venice Bitch» «se transforma en un atasco psicodélico que fluye hasta un final cerebral policromado». Time señaló que «la pista tiene muchas sorpresas en la tienda, desde interludios de distorsión hasta líneas de sintetizador silenciadas de insistencia variable hasta extrañas guitarras eléctricas». Stereogum comparó las letras con las de Born to Die, pero con una producción «mucho menos orientada al pop» que la de su trabajo anterior. Greil Marcus hizo comparaciones con varias canciones de la década de 1960, incluyendo «Surfer Girl» e «In My Room» de The Beach Boys, «Lucinda» de Randy Newman y «James Crimson and Clover» de The Shondells.

## Recepción

### Crítica
«Venice Bitch» recibió elogios de los críticos musicales tras su lanzamiento. Pitchfork presentó la canción como su «Best New Track», con el crítico Sam Sodomsky llamándola una de las canciones más apasionantes de Del Rey y diferente a todo lo que había escrito antes, y que Del Rey «nunca se ha permitido hundirse tan completamente en una atmósfera, cavando profundamente en los surcos oscuros y cambiantes de la canción». De manera similar, Under the Radar la nombró la mejor canción de la semana con Christopher Roberts llamándola la canción más interesante de Del Rey y que «no se podía negar su calidad hipnótica». Stereogum también presentó la canción en su artículo «5 Best Songs of the Week», y escribió: «No importa cuán experimental, extraña y directa sea esta canción, va a hacer que se quede».
En su columna mensual «Real Life Rock Top Ten» para Rolling Stone, Greil Marcus opinó que la canción «podría ser la grabación de la playa de California más expansivo jamás hecho, y no solo por su duración», continúa: «Se abre como una carta de amor, prosaica, directa; luego, un poco más de dos minutos comienza a girar, y podrías estar escuchando una aventura que comenzó hace años o aún no ha comenzado. A medida que la canción continúa, se convierte en una serie de ensueños, suspendidos por el sonido maravillosamente sostenido de la retroalimentación de guitarra líquida: es la sensación de una serie de nubes pasando. Gira la cabeza, mira de nuevo y el último que viste, el que parecía una cara, ya se ha ido». En la reseña oficial de Rolling Stone, Will Hermes dijo que la canción «es una canción de amor increíblemente épica que invoca a Norman Rockwell, veranos que se desvanecen, drogándose y a Crimson and Clover». Concluyó que «es la música más experimental que jamás haya hecho, y finalmente se desvanece después de nueve minutos y medio. Y aún así se siente demasiado corto».
Lauren O'Neill, de Noisey, elogió la canción como «una brillante encapsulación de quién es [Del Rey]», afirmando además que la canción «se siente como una completa destilación de todo lo que amamos de Del Rey. Sus letras están firmemente arraigadas en las imágenes estadounidenses por las que es amada («I dream in jeans and leather»), y el gancho de la canción - «Oh Dios, te extraño en mis labios / Soy yo, tu pequeña perra de Venecia» —parece nostálgico de alguna manera, como si ya no fuera la dulce niña en traje de baño, pero ciertamente lo fue alguna vez—. Se siente como una encapsulación de todo el romance que asociamos con ella, y tiene una clara sensación del paso del tiempo, capturándola donde está ahora».

#### Reconocimientos
| Publicación    | Lista                                                 | Posición | Ref.   |
| -------------- | ----------------------------------------------------- | -------- | ------ |
| Crack Magazine | 25 Tracks of 2018                                     | 2        | [ 14 ] |
| Dazed          | Best Songs of 2018                                    | 8        | [ 15 ] |
| Esquire        | Best Songs of 2018                                    | N/A      | [ 16 ] |
| Hot Press      | The Hot Press' Tracks of the Year                     | 16       | [ 17 ] |
| Idolator       | Bangers, Ballads & Bops: The 100 Best Singles Of 2018 | 1        | [ 18 ] |
| Noisey         | The 100 Best Songs of 2018                            | 4        | [ 19 ] |
| Paper          | 100 Songs of 2018                                     | 3        | [ 20 ] |
| Pitchfork      | The 100 Best Songs of 2018                            | 37       | [ 7 ]  |
| Slant Magazine | The 25 Best Singles of 2018                           | 21       | [ 21 ] |
| Spin           | 101 Best Songs of 2018                                | 3        | [ 22 ] |
| Uproxx         | The 50 Best Songs Of 2018                             | 11       | [ 23 ] |

## Vídeo musical
El video musical de «Venice Bitch» fue dirigido por la hermana de Del Rey, Chuck Grant. Las características visuales son de inspiración de «material granulado vintage», grandes estados de ánimo, autopistas sin fin», según Paper. Will Hermes, de Rolling Stone, señaló que el video es «un collage de imágenes antiguas de la autopista estilo Super 8, desvanecido, destellado, empañado, en bucle y acelerado, intercalado con imágenes desgastadas de Lana colgando en su teléfono inteligente, o jugando en una camioneta con dos amigas, seguida por lo que parece un coche de policía».

## Personal
Técnico
- Laura Sisk – ingeniería de grabación, mezcla
- Jack Antonoff  – ingeniería de grabación, mezcla
- Jon Sher – asistente de ingeniería de grabación
- Derrick Stockwell – asistente de ingeniería de grabación
- Greg Eliason – asistente de ingeniería de grabación
- Chris Gehringer – masterización
- Will Quinnell – asistente de ingeniería de masterización

Músicos
- Lana Del Rey – voz
- Jack Antonoff – batería, programación, guitarra acústica, guitarra eléctrica, sintetizadores, bajo, teclados, piano

## Listas

### Semanales
| Escocia        | Official Charts Company              | 30 |
| España         | Spain Physical/Digital Songs         | 35 |
| Estados Unidos | Billboard Alternative Digital Songs  | 10 |
| Francia        | Top 100 best sold singles            | 95 |
| Grecia         | Greece International Digital Singles | 97 |
| Nueva Zelanda  | New Zealand Hot Singles              | 32 |
| Reino Unido    | UK Download                          | 76 |